# Алуну (комуна)
Алуну (рум. Alunu) — комуна у повіті Вилча в Румунії. До складу комуни входять такі села (дані про населення за 2002 рік):
- Ігою (1072 особи)
- Ілачу (445 осіб)
- Алуну (817 осіб) — адміністративний центр комуни
- Бодешть (383 особи)
- Колцешть (532 особи)
- Окраку (620 осіб)
- Рошія (704 особи)

Комуна розташована на відстані 190 км на захід від Бухареста, 44 км на захід від Римніку-Вилчі, 77 км на північ від Крайови.

## Населення
За даними перепису населення 2002 року у комуні проживали 4573 особи.
Національний склад населення комуни:
| Національність | Кількість осіб | Відсоток |
| -------------- | -------------- | -------- |
| румуни         | 4451           | 97,3%    |
| цигани         | 120            | 2,6%     |
| угорці         | 2              | < 0,1%   |

Рідною мовою назвали:
| Мова      | Кількість осіб | Відсоток |
| --------- | -------------- | -------- |
| румунська | 4451           | 97,3%    |
| циганська | 120            | 2,6%     |
| угорська  | 2              | < 0,1%   |

Склад населення комуни за віросповіданням:
| Релігія            | Кількість осіб | Відсоток |
| ------------------ | -------------- | -------- |
| православні        | 4470           | 97,7%    |
| адвентисти         | 83             | 1,8%     |
| баптисти           | 6              | 0,1%     |
| бретрени           | 2              | < 0,1%   |
| реформати          | 1              | < 0,1%   |
| п'ятдесятники      | 1              | < 0,1%   |
| не вказали релігію | 10             | 0,2%     |